# Dehesa de Moratones
Dehesa de Moratones o simplemente Moratones, fue una localidad del marquesado de Tábara, fundada en 1497 y pocos años después convertida en despoblado.
Actualmente se trata de una explotación ganadera de gran extensión perteneciente al diseminado de San Martín de Tábara, en la provincia de Zamora, en la comunidad autónoma de Castilla y León, España.

## Historia
Durante el señorío de Tábara, a las localidades fundadoras se les sumaron algunas de nueva creación mediante repoblación. Las dos primeras, tuvieron lugar un siglo después del nacimiento del señorío, fue en 1471 con la creación de Escober de Tábara y Sesnández de Tábara. Posteriormente, se fundó Moratones en 1497, Ferreruela en 1510 y Abejera en 1541.
Moratones se fundó mediante proyecto repoblador del señor Pedro Pimentel en 1497 con 7 vecinos. Las incorporaciones se efectúan mediante escritura fundacional de fuero perpetuo, otorgada por el señor jurisdiccional y territorial, aceptando los pobladores la situación de dependencia, impulsados a ella por la necesidad de subsistir.
Se organizaron mediante concejo y entre sus primeros documentos aprobados figura el firmado en 1503 donde sus pobladores se obligan a pagar una renta anual de 191 reales, los diezmos y un carnero por vecino "por el goce y aprovechamiento de su término, pastar, cortar y rozar y quedan redemptos de tributos, moneda forera y alcabalas".
En 1591 la localidad de Moratones poseía 10 vecinos según el recuento de población realizado por la Corona de Castilla, aparece en ese informe junto a otra localidad comarcal como es Litos, que mantenía técnicamente los mismos habitantes que Moratones. En 1751 ya aparece en documentos como despoblado. En el Diccionario geográfico-estadístico de España y Portugal de 1827, en el tomo VIII, aparece como despoblado describiéndose como dehesa ganadera perteneciente a San Martín de Tábara.
El 1 de julio de 1882 son desamortizadas las tierras del paraje de la Dehesa de Moratones, cuyo dominio útil seguía perteneciendo al Marquesado de Tábara. En ese mismo año, el Estado sacó a concurso público los quiñones desamortizados, de los cuales, los más pequeños fueron adquiridos por vecinos de Navianos de Alba y la finca más extensa fue adquirida por un terrateniente.

## La dehesa en la actualidad
La que hace siglos fue una localidad con entidad propia hoy es una gran dehesa que alberga un caserío y explotación ganadera. Utiliza el código postal 49540 igual que San Martín de Tábara, y el INE señala su población anual como diseminado de San Martín de Tábara bajo el código 49138000499.
La Dehesa de Moratones se encuentra en el término municipal de San Martín de Tábara desde antes de la creación de Moratones como localidad. En la actualidad, San Martín posee su ayuntamiento en Olmillos de Castro, siguiendo el modelo de organización municipal de la Zamora rural, donde varias localidades se agrupan en un único ayuntamiento para ahorrar los costes de personal del secretario-interventor, pero manteniendo la plena autonomía municipal que cada localidad ha poseído desde su fundación siglos atrás con sus respectivos límites municipales, códigos postales, cementerios, consultorios, escuelas, etc.